# Landkreis Illertissen
Der Landkreis Illertissen war bis zu seiner Auflösung im Jahr 1972 ein Landkreis im bayerischen Regierungsbezirk Schwaben. Verwaltungssitz des Landkreises war Illertissen, das im Jahr 1954 zur Stadt erhoben wurde. Zum Zeitpunkt seiner Auflösung umfasste der Landkreis 42 Gemeinden. Der Landkreis Illertissen führte kein Wappen.

## Geographie

### Lage
Der Landkreis Illertissen lag im Westen des bayerischen Regierungsbezirks Schwaben an der Grenze zu Baden-Württemberg ungefähr in der Mitte zwischen Ulm / Neu-Ulm und Memmingen.

### Wichtige Orte
Die einwohnerstärksten Gemeinden waren Illertissen, Vöhringen, Babenhausen und Altenstadt.

### Nachbarkreise
Der Landkreis grenzte 1972 im Uhrzeigersinn im Norden beginnend an die Landkreise Neu-Ulm, Krumbach (Schwaben), Mindelheim und Memmingen (alle in Bayern) sowie an die Landkreise Biberach und Ulm (beide in Baden-Württemberg).

## Geschichte

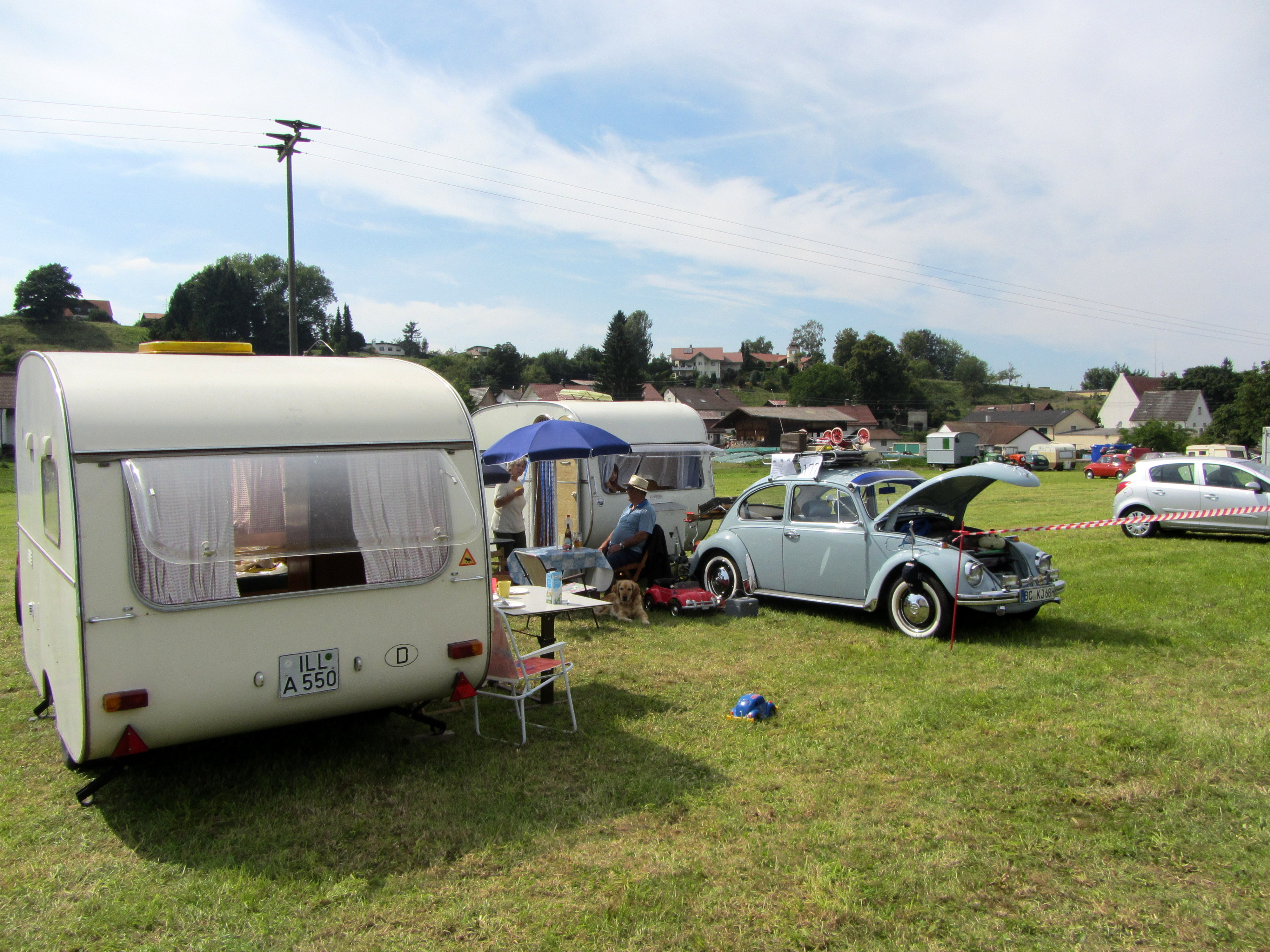
Wohnwagen mit dem Kennzeichen des Landkreises Illertissen 2012

### Landgericht
Im Jahr 1804 wurde das Landgericht Illertissen gegründet. 38 Jahre später wurde eine zum Bereich des Landgerichts Illertissen gehörende Gemeinde dem neu gegründeten Landgericht Neu-Ulm zugeschlagen.

### Bezirksamt
1862 bildeten die drei Landgerichte Illertissen, Roggenburg und Babenhausen das Bezirksamt Illertissen, wobei der Sitz des Landgerichts Roggenburg unter Abgabe einiger Gemeinden an das Bezirksamt Krumbach nach Weißenhorn verlegt wurde. Am 1. Januar 1880 wurden Gebiete im Raum Weißenhorn, die zum Bezirksamt Illertissen gehörten, dem Bezirksamt Neu-Ulm zugeteilt. Illertissen gab auch einige Orte an die Bezirksämter Krumbach und Memmingen ab.

### Landkreis
Am 1. Januar 1939 wurde die reichseinheitliche Bezeichnung Landkreis eingeführt. So wurde aus dem Bezirksamt der Landkreis Illertissen.
Am 1. Januar 1971 wurde die Gemeinde Dietershofen bei Illertissen in die Gemeinde Obenhausen eingegliedert und am 1. Juli 1971 wurde die Gemeinde Betlinshausen in die Stadt Illertissen eingegliedert.
Am 1. Juli 1972 wurde der Landkreis Illertissen im Zuge der Gebietsreform in Bayern aufgelöst. Der nordwestliche Teil des Landkreises – 29 Gemeinden, darunter die Stadt Illertissen – wurde mit dem damaligen Landkreis Neu-Ulm und der bis dahin kreisfreien Stadt Neu-Ulm zum Illerkreis zusammengefasst. Am 1. Mai 1973 erhielt der neue Landkreis die heute gültige Bezeichnung Landkreis Neu-Ulm. Die anderen 13 Gemeinden, der südöstliche Teil des Landkreises, wurden dem Landkreis Unterallgäu zugeschlagen, der zunächst noch bis 1973 Landkreis Mindelheim hieß.

## Einwohnerentwicklung
| Jahr | Einwohner | Quelle |
| ---- | --------- | ------ |
| 1864 | 33.125    | [ 5 ]  |
| 1885 | 18.217    | [ 6 ]  |
| 1900 | 18.953    | [ 7 ]  |
| 1910 | 21.071    | [ 7 ]  |
| 1925 | 22.848    | [ 8 ]  |
| 1939 | 24.135    | [ 9 ]  |
| 1950 | 39.367    | [ 10 ] |
| 1960 | 39.200    | [ 11 ] |
| 1971 | 46.700    | [ 12 ] |

## Bezirksamtmänner (bis 1938) und Landräte (ab 1939)
- 1914–19210Wilhelm Roth
- 1921–19310Hans Jäger
- 1931–19380Eugen Endres
- 1938–19450Hermann Dinkel
- 1947–19480Erich Göggl
- 1948–19580Otto Bohl
- 1958–19690Ulrich Wagner
- 1969–19720Josef Burkhart

## Gemeinden
Gemeinden des Landkreises Illertissen vor der Auflösung am 1. Juli 1972. (Die Gemeinden, die es heute noch gibt, sind fett geschrieben.)
| frühere Gemeinde               | heutige Gemeinde   | heutiger Landkreis    |
| ------------------------------ | ------------------ | --------------------- |
| Au                             | Illertissen        | Landkreis Neu-Ulm     |
| Babenhausen (Markt)            | Babenhausen        | Landkreis Unterallgäu |
| Bebenhausen                    | Kettershausen      | Landkreis Unterallgäu |
| Bellenberg                     | Bellenberg         | Landkreis Neu-Ulm     |
| Bergenstetten                  | Altenstadt         | Landkreis Neu-Ulm     |
| Buch                           | Buch               | Landkreis Neu-Ulm     |
| Christertshofen                | Buch               | Landkreis Neu-Ulm     |
| Dattenhausen                   | Altenstadt         | Landkreis Neu-Ulm     |
| Dietershofen bei Babenhausen   | Oberschönegg       | Landkreis Unterallgäu |
| Engishausen                    | Egg an der Günz    | Landkreis Unterallgäu |
| Filzingen                      | Altenstadt         | Landkreis Neu-Ulm     |
| Gannertshofen                  | Buch               | Landkreis Neu-Ulm     |
| Greimeltshofen                 | Kirchhaslach       | Landkreis Unterallgäu |
| Herrenstetten                  | Altenstadt         | Landkreis Neu-Ulm     |
| Herretshofen                   | Kirchhaslach       | Landkreis Unterallgäu |
| Illereichen-Altenstadt (Markt) | Altenstadt         | Landkreis Neu-Ulm     |
| Illertissen (Stadt)            | Illertissen        | Landkreis Neu-Ulm     |
| Inneberg                       | Egg an der Günz    | Landkreis Unterallgäu |
| Jedesheim                      | Illertissen        | Landkreis Neu-Ulm     |
| Kellmünz a.d.Iller (Markt)     | Kellmünz a.d.Iller | Landkreis Neu-Ulm     |
| Kettershausen                  | Kettershausen      | Landkreis Unterallgäu |
| Kirchhaslach                   | Kirchhaslach       | Landkreis Unterallgäu |
| Klosterbeuren                  | Babenhausen        | Landkreis Unterallgäu |
| Mohrenhausen                   | Kettershausen      | Landkreis Unterallgäu |
| Nordholz                       | Buch               | Landkreis Neu-Ulm     |
| Obenhausen                     | Buch               | Landkreis Neu-Ulm     |
| Oberroth                       | Oberroth           | Landkreis Neu-Ulm     |
| Oberschönegg                   | Oberschönegg       | Landkreis Unterallgäu |
| Olgishofen                     | Kirchhaslach       | Landkreis Unterallgäu |
| Osterberg                      | Osterberg          | Landkreis Neu-Ulm     |
| Reichau                        | Boos               | Landkreis Unterallgäu |
| Rennertshofen                  | Buch               | Landkreis Neu-Ulm     |
| Ritzisried                     | Buch               | Landkreis Neu-Ulm     |
| Tafertshofen                   | Kettershausen      | Landkreis Unterallgäu |
| Tiefenbach                     | Illertissen        | Landkreis Neu-Ulm     |
| Untereichen                    | Altenstadt         | Landkreis Neu-Ulm     |
| Unterroth                      | Unterroth          | Landkreis Neu-Ulm     |
| Vöhringen                      | Vöhringen (Stadt)  | Landkreis Neu-Ulm     |
| Weiler                         | Osterberg          | Landkreis Neu-Ulm     |
| Weinried                       | Oberschönegg       | Landkreis Unterallgäu |
| Winterrieden                   | Winterrieden       | Landkreis Unterallgäu |
| Zaiertshofen                   | Kettershausen      | Landkreis Unterallgäu |

Gemeindefreie Gebiete
- Auwald (4,96 km²; Neu-Ulm)
- Grafenwald (aufgelöst)

Landkreis Illertissen, Gemeindegrenzenkarte von 1961

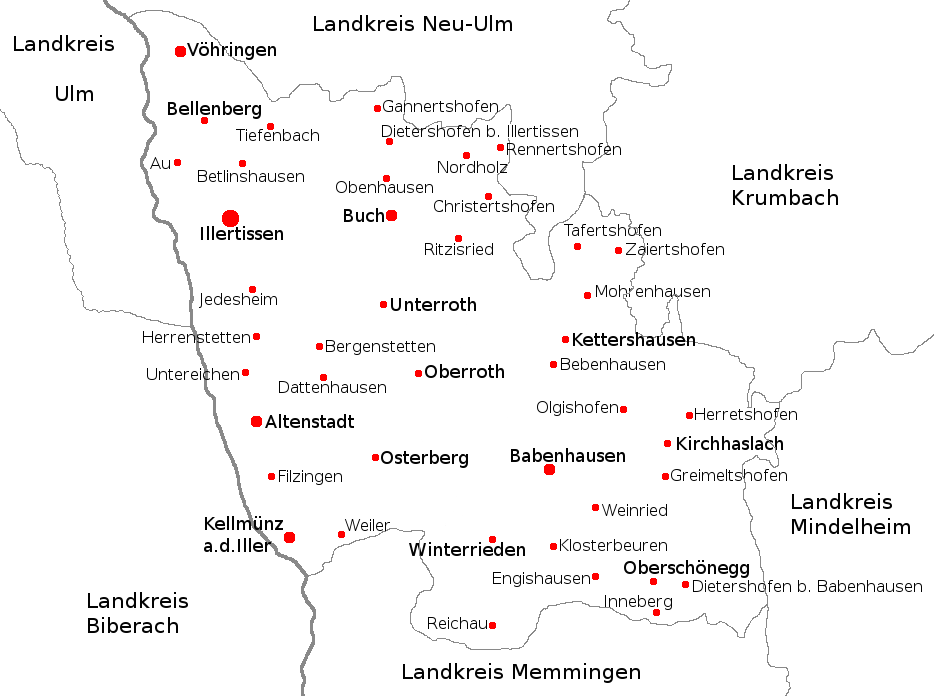
Der Landkreis Illertissen, wie er von 1880 bis 1972 bestand. Eingezeichnet sind alle für Gemeinden namensgebende Orte; alle nicht fett beschrifteten Gemeinden wurden im Zuge der Gebietsreform aufgelöst;

- Reudelberg (aufgelöst 1. Januar 2000)

## Kfz-Kennzeichen
Am 1. Juli 1956 wurde dem Landkreis bei der Einführung der bis heute gültigen Kfz-Kennzeichen das Unterscheidungszeichen ILL zugewiesen. Es wurde bis zum 3. August 1974 ausgegeben. Seit dem 10. Juli 2013 ist es aufgrund der Kennzeichenliberalisierung im Landkreis Neu-Ulm erhältlich.